# 하이디 마운트
하이디 마운트(Heidi Mount, 1987년 4월 5일 ~ )는 미국의 모델이다.